# Bartramia baldwinii
Bartramia baldwinii är en bladmossart som beskrevs av C. Müller 1896. Bartramia baldwinii ingår i släktet äppelmossor, och familjen Bartramiaceae. Inga underarter finns listade i Catalogue of Life.